# Ґеч
Ґеч (пол. Giecz) — село в Польщі, у гміні Доміново Сьредського повіту Великопольського воєводства.
Населення — 149 осіб (2011).
У 1975-1998 роках село належало до Познанського воєводства.

## Демографія
Демографічна структура станом на 31 березня 2011 року:
|          | Загалом | Допрацездатний вік | Працездатний вік | Постпрацездатний вік |
| -------- | ------- | ------------------ | ---------------- | -------------------- |
| Чоловіки | 73      | 18                 | 50               | 5                    |
| Жінки    | 76      | 18                 | 43               | 15                   |
| Разом    | 149     | 36                 | 93               | 20                   |